# Egnasia scoliogramma
Egnasia scoliogramma là một loài bướm đêm trong họ Noctuidae.